# Donje Trnjane
Donje Trnjane es un pueblo ubicado en el municipio de Leskovac, Serbia. Según el censo de 2002, el pueblo tiene una población de 289 personas.